# Holendernia (architektura)
Holendernia, olendernia – pomieszczenie dla bydła pasącego się na łąkach lub polanach ogrodowych i stanowiącego barwną plamę dekoracyjną, stosowane w architekturze epoki romantyzmu, w ogrodach komponowanych według jego zasad. Inaczej – obora dworska.
Holendernie były budynkami o formach architektonicznych zbliżonych do świątyń i willi starożytnych, średniowiecznych zamków, ruin, w których oprócz stanowisk dla krów, kóz i owiec znajdowały się niewielkie, wytworne pomieszczenia mieszkalne.